# 文翁 (西汉)

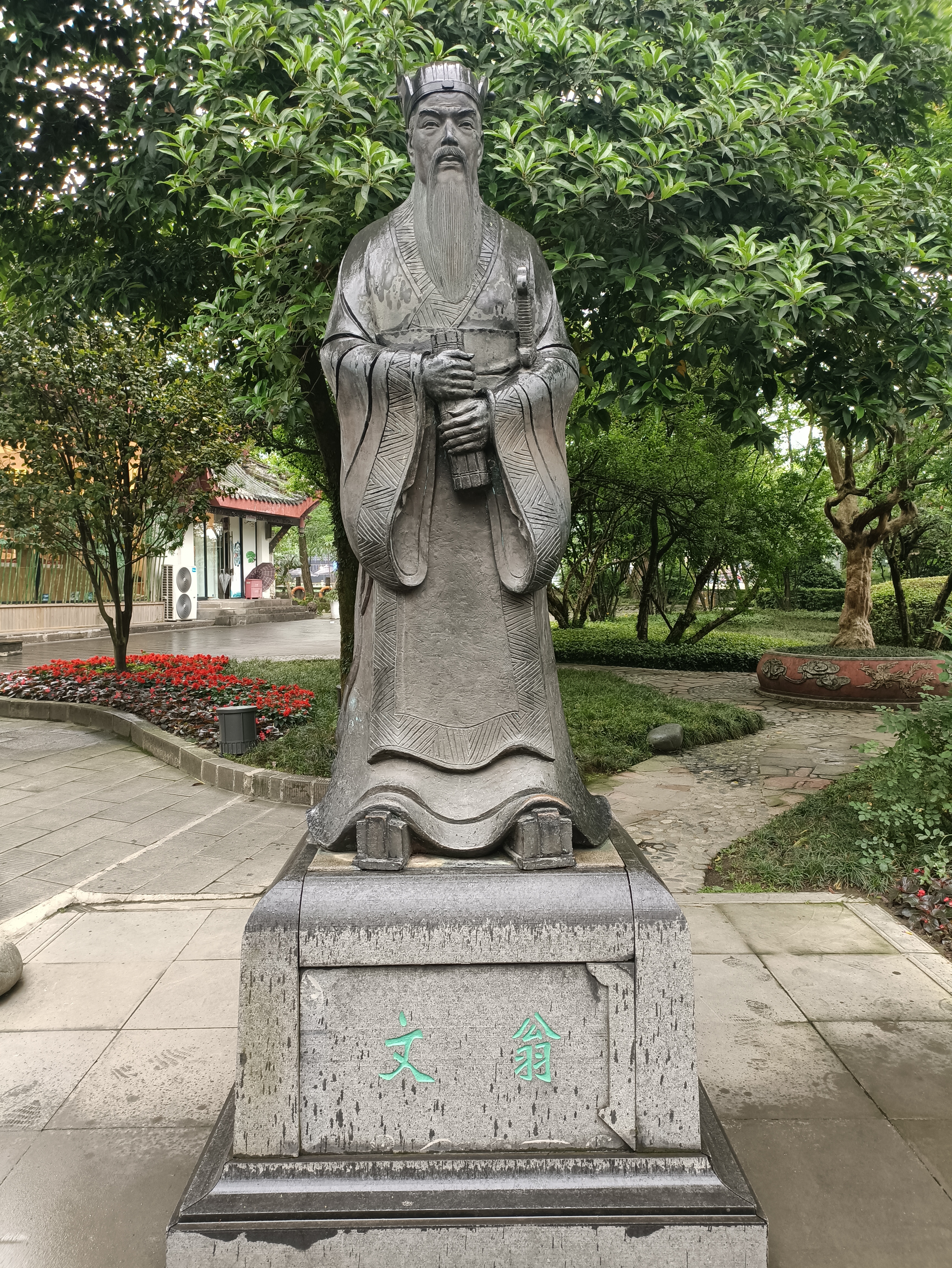
都江堰堰功道的文翁雕像

文翁（前156年—前101年），名党，字仲翁，西汉官史。庐江郡舒县（今属安徽舒城）人。汉景帝末年为蜀郡守，兴教育、举贤能、修水利，政绩卓著。

## 生平
汉初四川成都一带为边陲。文翁治蜀首重教育，选派小吏至长安，受业博士，或学律令，结业回归，择优“为右职，次举官至郡守刺史者”；在成都兴“石室”，办地方“官学”，招下县子弟入学，入学者免除徭役，以成绩优良者补郡县吏，促进当地文化的发展。班固在《汉书》中评论说：“至今巴蜀好文雅，文翁之化也”。
文翁在任职期间，带领人民“穿湔江，灌溉繁田一千七百顷”。是第一个扩大都江堰灌区的官员。由于注重兴修水利，发展农业，使蜀郡出现了“世平道治，民物阜康”的局面。
后世人缅怀文翁，蜀立专祠岁时祭祀。

## 延伸阅读
[在维基数据编辑]
 《漢書/卷089》，出自班固《漢書》